# ابنة الحظ (رواية)
ابنة الحظ (بالإسبانية: Hija de la fortuna)‏، (بالإنجليزية: Daughter of Fortune)‏ هي إحدى روايات الروائية التشيلية إيزابيل الليندي، وهي من الروايات الرومانسية.

## نبذة قصيرة
تدور أحداث الرواية عن فتاة تشيلية يتيمة تتربى في بيت أسرة متزمتة وتحظى بتربية متشددة، تقع في الحب ويصاب حبيبها بحمى الذهب ويتركها ليذهب إلى كاليفورنيا وتقرر الهرب للحاق به و تتخفى في ثياب فتى تشيلي وتذهب في رحلة للبحث عن حبها الضائع لكنها تجد شيئا آخر بدلا منه: الحرية.

## وصلات خارجية
- إبنة الحظ على موقع الموسوعة البريطانية (الإنجليزية)